# 川島元次郎
川島 元次郎（かわしま もとじろう、1877年（明治10年）6月23日 - 1922年（大正11年）12月10日）は、日本の歴史学者である。

## 経歴・人物
京都市の旧家にて生まれる。若くして文部省（現在の文部科学省）の検定試験を受験し、悪戦苦闘の末合格する。その後中等学校の教員を経て、京都帝国大学（現在の京都大学）に選科として入学した。
在学中は主に江戸時代における朱印船貿易の研究に携わり、その研究論文を自身が執筆したものが書籍化された。また同時期に高等学校卒業試験に合格した事により、文学博士を取得した。1912年（大正元年）に卒業後は、京都府学務課長を務めた後に、京都市立第一商業学校（現在の京都市立西京高等学校）にて教師として活動する。1919年（大正8年）には長崎高等商業学校（現在の長崎大学）にて教鞭を執り、『長崎市史』の編纂も一部携わった。

## 著書
- 『徳川初期の海外貿易家』- 1916年（大正5年）刊行[2]。元は川島が大学在学中だった1910年（明治43年）に大阪朝日新聞が主催した懸賞論文に一万号記念として応募したものであり[2]、一等として当選される[2]。その後同社から単行本として刊行された後に[2]、『朱印船貿易史』に改題して増補訂正本として刊行された[2]。
- 『南国史話』- 没後に刊行[2]。